# Технотроник
„Технотроник“ (на нидерландски: Technotronic) е денс група от Белгия.
Създадена е през 1988 година в Алст от Йо Богарт. През следващата година постига голям международен успех с песента „Pump Up the Jam“. Тя е последвана от няколко други успешни песни и 5 студийни албума.
От средата на 1990-те години популярността им намалява, като групата се събира отново за поредица концерти през 2009 година.